# Partido Democrático Libre de la RDA
El Partido Democrático Libre de la RDA (en alemán: Freie Demokratische Partei der DDR) fue un partido político de la República Democrática Alemana, surgido como formación opositora al gobierno del Partido Socialista Unificado de Alemania (SED).
El llamamiento para su formación se realizó el 25 de noviembre de 1989 en Berlín por aquellos liberales de Alemania del Este que dudaban de la capacidad del Partido Liberal Democrático de Alemania (LDPD, exintegrante del Frente Nacional) para reformarse. El partido se estableció formalmente el 4 de febrero de 1990 y el 12 de febrero de 1990 se unió a la Asociación de Demócratas Libres para las elecciones a la Volkskammer. Dicha coalición participó durante los meses que siguieron en el gobierno de Lothar de Maizière.
El Partido Democrático Libre de la RDA se integró el 11 de agosto de 1990 en el Partido Democrático Libre de Alemania Occidental.